# Prima Lega 1954-1955 (calcio)
La Prima Lega 1954-1955, campionato svizzero di terza serie, si concluse con la vittoria del FC Lengnau.

## Regolamento
Scopo del torneo è quello di ottenere due promozioni e quattro retrocessioni.
Torneo svolto in due fasi: la prima fase vede le 36 squadre partecipanti suddivise, con criterio regionale, in tre gironi composti da 12 squadre ciascuno, in cui le prime classificate di ogni girone, si affrontano nella fase finale, in un minitorneo a tre, per stabilire le due squadre promosse in Lega Nazionale B. Le ultime tre squadre di ciascun girone vengono retrocesse direttamente in Seconda Lega. Per stabilire la quarta retrocessione si ricorre (fase finale) ad un minitorneo a tre, in cui partecipano le squadre penultime classificate di ogni girone. La prima fase vede le squadre impegnate in gare di andata e ritorno, mentre la fase finale prevede incontri in gare unica.

## Girone ovest

### Classifica finale
|  | Pos. | Squadra               | Pt | G  | V  | N | P  | GF | GS | DR  |
|  | ---- | --------------------- | -- | -- | -- | - | -- | -- | -- | --- |
|  | 1.   | Montreux-Sports       | 31 | 22 | 12 | 7 | 3  | 44 | 24 | +20 |
|  | 2.   | Bienne-Boujean        | 30 | 22 | 13 | 4 | 5  | 69 | 39 | +30 |
|  | 3.   | Sion                  | 28 | 22 | 13 | 2 | 7  | 56 | 46 | +10 |
|  | 4.   | VeveyLa Tour de Peilz | 25 | 22 | 10 | 5 | 7  | 37 | 26 | +11 |
|  | 5.   | Sierre                | 25 | 22 | 10 | 5 | 7  | 33 | 35 | -2  |
|  | 6.   | Martigny              | 24 | 22 | 10 | 4 | 8  | 60 | 37 | +23 |
|  | 7.   | Forward Morges        | 20 | 22 | 8  | 4 | 10 | 36 | 41 | -5  |
|  | 8.   | US Lausanne           | 20 | 22 | 7  | 6 | 9  | 37 | 43 | -6  |
|  | 9.   | Monthey               | 20 | 22 | 8  | 4 | 10 | 41 | 49 | -8  |
|  | 10.  | La Tour-de-Peilz      | 18 | 22 | 9  | 1 | 12 | 44 | 45 | -1  |
|  | 11.  | Aigle                 | 15 | 22 | 5  | 2 | 12 | 38 | 69 | -31 |
|  | 12.  | Central Friburgo      | 7  | 22 | 2  | 3 | 17 | 36 | 77 | -40 |

Legenda:

      Ammessa alla fase finale per la promozione in Lega Nazionale B 1955-1956.

      Ammessa alla fase finale per la retrocessione in Seconda Lega 1955-1956.

      Retrocessa in Seconda Lega 1955-1956.

Note:
Due punti a vittoria, uno a pareggio, zero a sconfitta.

## Girone centrale

### Classifica finale
|  | Pos. | Squadra           | Pt | G  | V  | N | P  | GF | GS  | DR   |
|  | ---- | ----------------- | -- | -- | -- | - | -- | -- | --- | ---- |
|  | 1.   | Lengnau           | 39 | 22 | 19 | 1 | 2  | 82 | 23  | +59  |
|  | 2.   | Porrentruy        | 36 | 22 | 16 | 4 | 2  | 74 | 22  | +52  |
|  | 3.   | Moutier           | 29 | 22 | 12 | 5 | 5  | 53 | 38  | +15  |
|  | 4.   | Concordia Basilea | 28 | 22 | 11 | 6 | 5  | 58 | 41  | +17  |
|  | 5.   | Aarau             | 22 | 22 | 8  | 6 | 8  | 38 | 25  | +13  |
|  | 6.   | Kleinhüningen     | 22 | 22 | 9  | 4 | 9  | 52 | 48  | +4   |
|  | 7.   | Burgdorf          | 20 | 22 | 6  | 8 | 8  | 47 | 47  | 0    |
|  | 8.   | Olten             | 20 | 22 | 8  | 4 | 10 | 36 | 43  | -7   |
|  | 9.   | Delémont          | 18 | 22 | 8  | 2 | 12 | 38 | 45  | -7   |
|  | 10.  | St. Imier         | 15 | 22 | 6  | 3 | 13 | 43 | 60  | -17  |
|  | 11.  | Helvetia Berna    | 14 | 22 | 4  | 4 | 13 | 34 | 57  | -23  |
|  | 12.  | Nidau             | 1  | 22 | 0  | 1 | 21 | 18 | 124 | -106 |

Legenda:

      Ammessa alla fase finale per la promozione in Lega Nazionale B 1955-1956.

      Ammessa alla fase finale per la retrocessione in Seconda Lega 1955-1956.

      Retrocessa in Seconda Lega 1955-1956.

Note:
Due punti a vittoria, uno a pareggio, zero a sconfitta.

## Girone est

### Classifica finale
|  | Pos. | Squadra      | Pt | G  | V  | N | P  | GF | GS | DR  |
|  | ---- | ------------ | -- | -- | -- | - | -- | -- | -- | --- |
|  | 1.   | Rapid Lugano | 31 | 22 | 14 | 3 | 5  | 53 | 24 | +29 |
|  | 2.   | Mendrisio    | 28 | 22 | 11 | 6 | 5  | 39 | 30 | +9  |
|  | 3.   | Zugo         | 28 | 22 | 13 | 2 | 7  | 41 | 33 | +8  |
|  | 4.   | Wil          | 25 | 22 | 9  | 7 | 6  | 38 | 33 | +5  |
|  | 5.   | Oerlikon     | 24 | 22 | 11 | 2 | 9  | 37 | 31 | +6  |
|  | 6.   | Bodio        | 21 | 22 | 9  | 3 | 10 | 32 | 32 | 0   |
|  | 7.   | Baden        | 20 | 22 | 9  | 2 | 11 | 39 | 38 | +1  |
|  | 8.   | Brühl        | 20 | 22 | 8  | 4 | 10 | 30 | 38 | -8  |
|  | 9.   | Rorschach    | 19 | 22 | 7  | 5 | 10 | 30 | 43 | -13 |
|  | 10.  | Red Star     | 18 | 22 | 6  | 6 | 10 | 26 | 32 | -6  |
|  | 11.  | Pro Daro     | 18 | 22 | 8  | 2 | 12 | 28 | 30 | -2  |
|  | 12.  | Küsnacht     | 12 | 22 | 5  | 2 | 15 | 30 | 59 | -19 |

Legenda:

      Ammessa alla fase finale per la promozione in Lega Nazionale B 1955-1956.

      Ammessa alla fase finale per la retrocessione in Seconda Lega 1955-1956.

      Retrocessa in Seconda Lega 1955-1956.

Note:
Due punti a vittoria, uno a pareggio, zero a sconfitta.

### Spareggio per il penultimo posto
|          | Risultati |          | Luogo e data            |  |
| -------- | --------- | -------- | ----------------------- |  |
| Red Star | 1 - 0     | Pro Daro | Zurigo, giugno 1955     |  |
| Pro Daro | 2 - 0     | Red Star | Bellinzona, giugno 1955 |  |
| Red Star | 2 - 1     | Pro Daro | Lucerna, luglio 1955    |  |

## Finali per la promozione in LNB
| giugno 1955 | Montreux-Sports | 2 - 9 | Lengnau | Montreux |
| giugno 1955 |                 |       |         | Montreux |

| giugno 1955 | Lengnau | 1 - 0 | Rapid Lugano | Lengnau |
| giugno 1955 |         |       |              | Lengnau |

| giugno 1955 | Rapid Lugano | 6 - 1 | Montreux-Sports | Lugano |
| giugno 1955 |              |       |                 | Lugano |

## Finali per la retrocessione in Seconda Lega
| giugno 1955 | Helvetia Berna | 6 - 3 | Aigle | Berna |
| giugno 1955 |                |       |       | Berna |

| luglio 1955 | Aigle | 2 - 2 | Pro Daro | Aigle |
| luglio 1955 |       |       |          | Aigle |

| luglio 1955 | Pro Daro | 6 - 0 | Helvetia Berna | Bellinzona |
| luglio 1955 |          |       |                | Bellinzona |

## Verdetti Finali
- FC Lengnau vincitore del torneo.
- FC Lengnau e Rapid di Lugano promosse in Lega Nazionale B
- FC Aigle, Central Fribourg, FC Nidau e FC Küsnacht retrocesse in Seconda Lega.